# Neue Hütte (Harzgerode)
Die Neue Hütte war eine bergmännische Einrichtung nördlich vom Ortsteil Alexisbad der Stadt Harzgerode im Harz.
Sie befand sich unweit der Selke. Ihr Bau erfolgte in Verbindung mit der durch die Erteilung der Bergfreiheit 1561 einhergehenden Wiederbelebung des Bergbaus in Anhalt. 1563 wird die Neue Hütte erstmals erwähnt. Sie diente hauptsächlich zum Schmelzen von Blei- und Silbererzen. Die Hütte wurde mehrere Jahrzehnte durchgängig betrieben und 1625 erneuert. Danach kam sie allerdings durch die Kriegswirren zum Erliegen und wurde nach Kriegsende nicht wieder hergerichtet.